# Cwmllynfell
Cwmllynfell est un village et une communauté du borough de comté de Neath Port Talbot, au pays de Galles. Il est situé dans le nord-ouest du borough de comté, à la frontière du Carmarthenshire.

## Démographie
Au recensement de 2011, la communauté de Cwmllynfell comptait 1 172 habitants.